# Farnborough
Farnborough – miasto w Wielkiej Brytanii, w południowej Anglii, w hrabstwie Hampshire, część dystryktu Rushmoor. W 2001 roku miasto liczyło 57 147 mieszkańców. Ośrodek badań lotniczych; na południe od miasta poligon wojskowy Aldershot. Farnborough jest wspomniana w Domesday Book (1086) jako Ferneberga.
Miasto nie ma ścisłego centrum, a życie towarzyskie skupia się wokół sportu (głównie piłka nożna i drużyna Farnborough F.C.), pubów (np. The Prince of Wales, The Dugout) oraz Międzynarodowych Pokazów Lotniczych.
W kościele St. Michael's Abbey znajduje się mauzoleum cesarskie, w którym są pochowani: cesarz Francuzów Napoleon III Bonaparte, jego żona Eugenia i ich syn Napoleon Eugeniusz Bonaparte.

## Miasta partnerskie
- Sulechów
- Oberursel
- Meudon